# Joseph Vrindts
Joseph Vrindts (né à Liège le 17 avril 1855 et mort à Liège le 6 novembre 1940) est un académicien belge et un écrivain en langue wallonne.

## Biographie
Son père était un ouvrier mineur mort dans la mine. Il exerce successivement le métier de cordonnier puis d'autres métiers manuels qui l'entravent dans une carrière littéraire. Il lit malgré tout le recueil d'Achille Millien, La Moisson (1860). Sa première chanson imprimée l'est en 1873. Il collabore très jeune à Li Spirou (1888). Il est chansonnier dans le premier cabaret de langue wallonne ouvert à Liège de 1895 à 1900. Il fit jouer une pièce Li sièrmint d'à Grétry (1908) qui resta longtemps au répertoire et écrivit également un roman Li pope d'Anvers (1896). Il fait publier une série impressionnante de recueils et notamment Poèmes dèl guére. Il est nommé à l'Académie royale de langue et de littérature françaises de Belgique en mars 1940 et meurt quelques mois plus tard.

## Jugements sur son œuvre
Dans la préface de Pâhûles rîmês (poèmes paisibles) publié en 1897, Maurice Wilmotte écrit : « Loin d'être un révolutionnaire, Vrindts est un résigné ; il rapelle, de façon criante, ces trouvères anonymes des XIIème et XIIIème siècles, qui opposaient bien le passé édénique au présent douloureux.»
Maurice Piron qui lui accorde quelques pages dans son Anthologie de la littérature wallonne regrette cependant que « la sensibilité naïve et spontanée qui a fait croire à son génie glisse vers un sentimentalisme stéréotypé et que la voix chevrotante qui lui prête son contour, et parfois son charme, devient si souvent la voix d'une diction mal assurée. »

## Hommage
La partie orientale de la rue Gravioule est rebaptisée rue Joseph Vrindts.